# Première circonscription du Val-de-Marne
La première circonscription du Val-de-Marne est l'une des 11 circonscriptions législatives françaises que compte le département du Val-de-Marne (94) situé en région Île-de-France.

## Description géographique et démographique

### De 1967 à 1986
Ancienne Cinquante-deuxième circonscription de la Seine
- commune d'Arcueil
- commune de Cachan
- commune de Gentilly
- commune du Kremlin-Bicêtre
- commune de Villejuif

### Depuis 1988
La première circonscription du Val-de-Marne est délimitée par le découpage électoral de la loi n°86-1197 du 24 novembre 1986
, elle regroupe les divisions administratives suivantes :
- Canton de Bonneuil-sur-Marne
- Canton de Créteil-Nord
- Canton de Saint-Maur-des-Fossés-Centre
- Canton de Saint-Maur-La Varenne
- Canton de Champigny-sur-Marne-Ouest

D'après le recensement général de la population en 1999, réalisé par l'Institut national de la statistique et des études économiques (INSEE), la population totale de cette circonscription est estimée à 85580 habitants,.

## Historique des députations
| Législature | Début de mandat | Fin de mandat  | Député                         | Parti politique   | Observations |
| ----------- | --------------- | -------------- | ------------------------------ | ----------------- | --- |
| IXe         | 23 juin 1988    | 1er avril 1993 | Christiane Papon               | RPR               | |
| Xe          | 2 avril 1993    | 21 avril 1997  | Jean-Louis Beaumont,           | App. UDF,         | Maire de Saint-Maur-des-Fossés (1977 → 2008) Mandat écourté à la suite d'une dissolution parlementaire décidée par Jacques Chirac.                                                                |
| XIe         | 12 juin 1997    | 18 juin 2002   | Henri Plagnol,                 | UDF-FD,           | |
| XIIe        | 19 juin 2002    | 19 juin 2007   | Henri Plagnol,                 | UMP,              | Conseiller général de Saint-Maur-des-Fossés-Centre (2004 → 2009) nommé au gouvernement, remplacé par Pierre-Louis Fagniez (UMP)                                                                   |
| XIIIe       | 20 juin 2007    | 19 juin 2012   | Henri Plagnol                  | UMP               | Conseiller général de Saint-Maur-des-Fossés-Centre (2004 → 2009) |
| XIVe        | 20 juin 2012    | 20 juin 2017   | Henri Plagnol Sylvain Berrios, | UMP puis UDI UMP, | Élection annulée par le conseil constitutionnel, élection partielle en décembre 2012. Berrios : Conseiller général de Saint-Maur-La Varenne (2008 → 2013) Maire de Saint-Maur-des-Fossés (2014 →) |
| XVe         | 21 juin 2017    | 21 juin 2022   | Frédéric Descrozaille          | LREM              | |
| XVIe        | 22 juin 2022    | 9 juin 2024    | Frédéric Descrozaille          | LREM / RE         | Mandat écourté à la suite d'une dissolution parlementaire décidée par Emmanuel Macron. |
| XVIIe       | 8 juillet 2024  | En cours       | Sylvain Berrios                | LR                | |

## Historique des élections

### Élections de 1967
| Candidat                          | Candidat                             | Parti          | Premier tour | Premier tour | Second tour | Second tour |  |
| Candidat                          | Candidat                             | Parti          | Voix         | %            | Voix        | %           |  |
| --------------------------------- | ------------------------------------ | -------------- | ------------ | ------------ | ----------- | ----------- |  |
|                                   | Marie-Claude Vaillant-Couturier élue | PCF            | 28 864       | 48,06        | 33 769      | 60,38       |  |
|                                   | Henri Chauvenet                      | UD-Ve          | 18 110       | 30,15        | 22 162      | 39,62       |  |
|                                   | André Maigné                         | CD (PDM)       | 4 943        | 8,23         |             |             |  |
|                                   | Robert-Charles Amelon                | FGDS           | 4 644        | 7,73         |             |             |  |
|                                   | Henri Leclerc                        | PSU            | 3 053        | 5,08         |             |             |  |
|                                   | Édouard Letemplier                   | Modérés        | 443          | 0,74         |             |             |  |
|                                   |                                      |                |              |              |             |             |  |
| Inscrits                          | Inscrits                             | Inscrits       | 72 902       | 100,00       | 72 889      | 100,00      |  |
| Abstentions                       | Abstentions                          | Abstentions    | 11 288       | 15,48        | 14 791      | 20,29       |  |
| Votants                           | Votants                              | Votants        | 61 614       | 84,52        | 58 098      | 79,71       |  |
| Blancs et nuls                    | Blancs et nuls                       | Blancs et nuls | 1 557        | 2,53         | 2 167       | 3,73        |  |
| Exprimés                          | Exprimés                             | Exprimés       | 60 057       | 97,47        | 55 931      | 96,27       |  |
| Source : Le Monde du 25 juin 1968 |                                      |                |              |              |             |             |  |

Le suppléant de Marie-Claude Vaillant-Couturier était Marcel Trigon, maire d'Arcueil.

### Élections législatives de 1968
| Candidat                          | Candidat                                        | Parti          | Premier tour | Premier tour | Second tour | Second tour |  |
| Candidat                          | Candidat                                        | Parti          | Voix         | %            | Voix        | %           |  |
| --------------------------------- | ----------------------------------------------- | -------------- | ------------ | ------------ | ----------- | ----------- |  |
|                                   | Marie-Claude Vaillant-Couturier sortante réélue | PCF            | 24 138       | 42,50        | 28 579      | 56,09       |  |
|                                   | Éliane Lavelle                                  | UDR (URP)      | 19 074       | 33,59        | 22 376      | 43,91       |  |
|                                   | André Maigné                                    | CD (PDM)       | 5 869        | 10,33        |             |             |  |
|                                   | Jean Cotereau                                   | FGDS (SFIO)    | 3 415        | 6,01         |             |             |  |
|                                   | Georges Danzart                                 | PSU            | 3 378        | 5,95         |             |             |  |
|                                   | Jean Duby                                       | Divers (TD)    | 915          | 1,61         |             |             |  |
|                                   |                                                 |                |              |              |             |             |  |
| Inscrits                          | Inscrits                                        | Inscrits       | 71 135       | 100,00       | 71 134      | 100,00      |  |
| Abstentions                       | Abstentions                                     | Abstentions    | 13 791       | 19,39        | 18 502      | 26,01       |  |
| Votants                           | Votants                                         | Votants        | 57 344       | 80,61        | 52 632      | 73,99       |  |
| Blancs et nuls                    | Blancs et nuls                                  | Blancs et nuls | 555          | 0,97         | 1 677       | 3,19        |  |
| Exprimés                          | Exprimés                                        | Exprimés       | 56 789       | 99,03        | 50 955      | 96,81       |  |
| Source : Le Monde du 25 juin 1968 |                                                 |                |              |              |             |             |  |

Le suppléant de Marie-Claude Vaillant-Couturier était Marcel Trigon, maire d'Arcueil.

### Élections de 1973
| Candidat           | Candidat             | Parti          | Premier tour | Premier tour | Second tour | Second tour |  |
| Candidat           | Candidat             | Parti          | Voix         | %            | Voix        | %           |  |
| ------------------ | -------------------- | -------------- | ------------ | ------------ | ----------- | ----------- |  |
|                    | Georges Marchais élu | PCF            | 26 368       | 43,77        | 33 331      | 57,43       |  |
|                    | Eliane Lavelle       | UDR (URP)      | 11 848       | 19,67        | 1 063       | 1,83        |  |
|                    | Antoine Lacroix      | MDS (MR)       | 10 721       | 17,8         | 23 639      | 40,73       |  |
|                    | Patrice Hernu        | PS (UGSD)      | 7 386        | 12,26        | Retrait     | Retrait     |  |
|                    | Philippe Brachet     | PSU            | 2 731        | 4,53         |             |             |  |
|                    | Bernard Houdin       | FN             | 1 189        | 1,97         |             |             |  |
|                    |                      |                |              |              |             |             |  |
| Inscrits           | Inscrits             | Inscrits       | 73 785       | 100,00       | 73 702      | 100,00      |  |
| Abstentions        | Abstentions          | Abstentions    | 12 468       | 16,9         | 13 466      | 18,27       |  |
| Votants            | Votants              | Votants        | 61 317       | 83,1         | 60 236      | 81,73       |  |
| Blancs et nuls     | Blancs et nuls       | Blancs et nuls | 1 074        | 1,75         | 2 203       | 3,66        |  |
| Exprimés           | Exprimés             | Exprimés       | 60 243       | 98,25        | 58 033      | 96,34       |  |
| Source : Data.gouv |                      |                |              |              |             |             |  |

Le suppléant de Georges Marchais était Marcel Trigon.

### Élections législatives de 1978
| Candidat                                            | Candidat                       | Parti                | Premier tour | Premier tour | Second tour | Second tour |  |
| Candidat                                            | Candidat                       | Parti                | Voix         | %            | Voix        | %           |  |
| --------------------------------------------------- | ------------------------------ | -------------------- | ------------ | ------------ | ----------- | ----------- |  |
|                                                     | Georges Marchais sortant réélu | PCF                  | 27 020       | 43,25        | 37 419      | 100,00      |  |
|                                                     | Patrice Hernu                  | PS                   | 10 684       | 17,10        | Retrait     | Retrait     |  |
|                                                     | Jean-Marie Benoist             | UDF (PR)             | 8 308        | 13,30        |             |             |  |
|                                                     | Éliane Lavelle                 | RPR                  | 7 956        | 12,73        |             |             |  |
|                                                     | Jean-Claude Denné              | CDS                  | 3 145        | 5,03         |             |             |  |
|                                                     | Marc Dufumier                  | PSU (FA)             | 1 428        | 2,28         |             |             |  |
|                                                     | Auguste Lecœur                 | PSD                  | 1 218        | 1,95         |             |             |  |
|                                                     | Michel Collinot                | FN                   | 596          | 0,95         |             |             |  |
|                                                     | Humbert Pietrunti              | LO                   | 588          | 0,94         |             |             |  |
|                                                     | Chantal Ammar                  | LCR                  | 547          | 0,87         |             |             |  |
|                                                     | Régis Dexant                   | Divers droite        | 396          | 0,63         |             |             |  |
|                                                     | Marie-France Suivre            | MDD                  | 330          | 0,53         |             |             |  |
|                                                     | Joël Perret                    | UOPDP                | 168          | 0,27         |             |             |  |
|                                                     | Jacques Lucbert                | Extrême gauche (OCF) | 85           | 0,13         |             |             |  |
|                                                     |                                |                      |              |              |             |             |  |
| Inscrits                                            | Inscrits                       | Inscrits             | 77 665       | 100,00       | 77 449      | 100,00      |  |
| Abstentions                                         | Abstentions                    | Abstentions          | 14 129       | 18,19        | 20 998      | 27,11       |  |
| Votants                                             | Votants                        | Votants              | 63 536       | 81,81        | 56 451      | 72,89       |  |
| Blancs et nuls                                      | Blancs et nuls                 | Blancs et nuls       | 1 067        | 1,68         | 19 032      | 33,71       |  |
| Exprimés                                            | Exprimés                       | Exprimés             | 62 469       | 98,32        | 37 419      | 66,29       |  |
| Source : Le Monde du 21 mars 1978, p. 15 et CEVIPOF |                                |                      |              |              |             |             |  |

Le suppléant de Georges Marchais était Marcel Trigon.

### Élections législatives de 1981
| Candidat              | Candidat                       | Parti                   | Premier tour | Premier tour | Second tour | Second tour |  |
| Candidat              | Candidat                       | Parti                   | Voix         | %            | Voix        | %           |  |
| --------------------- | ------------------------------ | ----------------------- | ------------ | ------------ | ----------- | ----------- |  |
|                       | Georges Marchais sortant réélu | PCF                     | 22 477       | 42,18        | 32 597      | 100,00      |  |
|                       | Patrice Hernu                  | PS                      | 14 248       | 26,73        | Retrait     | Retrait     |  |
|                       | Jean-Michel Tanguy             | RPR (UNM)               | 7 109        | 13,34        |             |             |  |
|                       | Jean-Claude Denné              | UDF (CDS) (UNM)         | 6 848        | 12,85        |             |             |  |
|                       | Marc Dufumier                  | PSU                     | 1 605        | 3,01         |             |             |  |
|                       | Gilbert Claudot                | LO                      | 507          | 0,95         |             |             |  |
|                       | Charles Knopfer                | MRG                     | 399          | 0,75         |             |             |  |
|                       | Claude Derriennic              | Extrême gauche (OCF(d)) | 100          | 0,19         |             |             |  |
|                       |                                |                         |              |              |             |             |  |
| Inscrits              | Inscrits                       | Inscrits                | 78 294       | 100,00       | 78 292      | 100,00      |  |
| Abstentions           | Abstentions                    | Abstentions             | 24 451       | 31,23        | 33 310      | 42,55       |  |
| Votants               | Votants                        | Votants                 | 53 843       | 68,77        | 44 982      | 57,45       |  |
| Blancs et nuls        | Blancs et nuls                 | Blancs et nuls          | 550          | 1,02         | 12 385      | 27,53       |  |
| Exprimés              | Exprimés                       | Exprimés                | 53 293       | 98,98        | 32 597      | 72,47       |  |
| Source : Data.gouv.fr |                                |                         |              |              |             |             |  |

Le suppléant de Georges Marchais était Marcel Trigon.

### Élections de 1988
| Candidat       | Candidat                         | Parti             | Premier tour | Premier tour | Second tour | Second tour |  |
| Candidat       | Candidat                         | Parti             | Voix         | %            | Voix        | %           |  |
| -------------- | -------------------------------- | ----------------- | ------------ | ------------ | ----------- | ----------- |  |
|                | Christiane Papon sortante réélue | RPR (URC)         | 13 839       | 41,87        | 19 856      | 56,39       |  |
|                | André Maurin                     | PS                | 9 485        | 28,7         | 15 356      | 43,61       |  |
|                | Michel Gobicchi                  | FN                | 4 239        | 12,82        |             |             |  |
|                | Bernard Ywanne                   | PCF               | 3 784        | 11,45        |             |             |  |
|                | Brigitte Laporte                 | Divers écologiste | 1 618        | 4,9          |             |             |  |
|                | Christian Gadet                  | POE               | 89           | 0,27         |             |             |  |
|                |                                  |                   |              |              |             |             |  |
| Inscrits       | Inscrits                         | Inscrits          | 52 926       | 100,00       | 52 921      | 100,00      |  |
| Abstentions    | Abstentions                      | Abstentions       | 19 510       | 36,86        | 16 819      | 31,78       |  |
| Votants        | Votants                          | Votants           | 33 416       | 63,14        | 36 102      | 68,22       |  |
| Blancs et nuls | Blancs et nuls                   | Blancs et nuls    | 362          | 1,08         | 890         | 2,47        |  |
| Exprimés       | Exprimés                         | Exprimés          | 33 054       | 98,92        | 35 212      | 97,53       |  |

Le suppléant de Christiane Papon était François Bidet, directeur de cabinet du Président du Conseil régional d'Ile-de-France.

### Élections de 1993
| Candidat       | Candidat                | Parti                      | Premier tour | Premier tour | Second tour | Second tour |  |
| Candidat       | Candidat                | Parti                      | Voix         | %            | Voix        | %           |  |
| -------------- | ----------------------- | -------------------------- | ------------ | ------------ | ----------- | ----------- |  |
|                | Jean-Louis Beaumont élu | UDF (PPDF)                 | 14 992       | 43,46        | 20 884      | 64,88       |  |
|                | André Maurin            | PS (ADFP)                  | 4 757        | 13,79        | 11 305      | 35,12       |  |
|                | Christian Le Scornec    | FN                         | 4 365        | 12,65        |             |             |  |
|                | Bernard Ywanne          | PCF                        | 3 333        | 9,66         |             |             |  |
|                | Philippe Devisme        | GÉ (EÉ)                    | 3 169        | 9,19         |             |             |  |
|                | François Bidet          | Divers droite              | 2 045        | 5,93         |             |             |  |
|                | Julia Batail            | LT-LNÉ                     | 768          | 2,23         |             |             |  |
|                | Daniel Gendre           | LO                         | 480          | 1,39         |             |             |  |
|                | Jean-Pierre Nicol       | UÉD                        | 300          | 0,87         |             |             |  |
|                | Daniel Pantobe          | Divers gauche (Maj. prés.) | 288          | 0,83         |             |             |  |
|                | Achille Birba           | Extrême gauche             | 0            | 0            |             |             |  |
|                |                         |                            |              |              |             |             |  |
| Inscrits       | Inscrits                | Inscrits                   | 52 119       | 100,00       | 52 119      | 100,00      |  |
| Abstentions    | Abstentions             | Abstentions                | 16 466       | 31,59        | 17 664      | 33,89       |  |
| Votants        | Votants                 | Votants                    | 35 653       | 68,41        | 34 455      | 66,11       |  |
| Blancs et nuls | Blancs et nuls          | Blancs et nuls             | 1 156        | 3,24         | 2 266       | 6,58        |  |
| Exprimés       | Exprimés                | Exprimés                   | 34 497       | 96,76        | 32 189      | 93,42       |  |

Le suppléant de Jean-Louis Beaumont était Henri Plagnol.

### Élections de 1997
| Candidat       | Candidat                    | Parti          | Premier tour | Premier tour | Second tour | Second tour |  |
| Candidat       | Candidat                    | Parti          | Voix         | %            | Voix        | %           |  |
| -------------- | --------------------------- | -------------- | ------------ | ------------ | ----------- | ----------- |  |
|                | Henri Plagnol élu           | UDF (FD)       | 8 986        | 27,22        | 19 913      | 58,09       |  |
|                | Michèle Sabban              | PS             | 6 910        | 20,93        | 14 364      | 41,91       |  |
|                | Jean-Louis Beaumont sortant | diss. UDF      | 5 302        | 16,06        |             |             |  |
|                | Thierry Bouzard             | FN             | 4 286        | 12,98        |             |             |  |
|                | Patrick Douet               | PCF            | 3 235        | 9,8          |             |             |  |
|                | Thierry Debas               | GÉ             | 834          | 2,53         |             |             |  |
|                | Michel Gineste              | MÉI            | 804          | 2,44         |             |             |  |
|                | Daniel Gendre               | LO             | 793          | 2,4          |             |             |  |
|                | Robert Coenen               | LT-LNÉ         | 427          | 1,29         |             |             |  |
|                | Clémentine Portier          | US4J           | 387          | 1,17         |             |             |  |
|                | Stéphanie Treillet          | LCR            | 332          | 1,01         |             |             |  |
|                | Jacques Heurtault           | MDR            | 310          | 0,94         |             |             |  |
|                | Jean-Jacques Mitterrand     | IR             | 257          | 0,78         |             |             |  |
|                | Daniel Pantobe              | Divers         | 133          | 0,4          |             |             |  |
|                | Autres candidats            | Divers         | 12           | 0,04         |             |             |  |
|                |                             |                |              |              |             |             |  |
| Inscrits       | Inscrits                    | Inscrits       | 50 929       | 100,00       | 50 930      | 100,00      |  |
| Abstentions    | Abstentions                 | Abstentions    | 16 686       | 32,76        | 14 976      | 29,41       |  |
| Votants        | Votants                     | Votants        | 34 243       | 67,24        | 35 954      | 70,59       |  |
| Blancs et nuls | Blancs et nuls              | Blancs et nuls | 1 235        | 3,61         | 1 677       | 4,66        |  |
| Exprimés       | Exprimés                    | Exprimés       | 33 008       | 96,39        | 34 277      | 95,34       |  |

Le suppléant de Henri Plagnol était Jean-Marie Wagnon, maire adjoint de Saint-Maur-des-Fossés.

### Élections de 2002
| Candidat       | Candidat                    | Parti            | Premier tour | Premier tour | Second tour | Second tour |  |
| Candidat       | Candidat                    | Parti            | Voix         | %            | Voix        | %           |  |
| -------------- | --------------------------- | ---------------- | ------------ | ------------ | ----------- | ----------- |  |
|                | Henri Plagnol sortant réélu | UMP              | 10 826       | 31,82        | 18 476      | 62,08       |  |
|                | Elisabeth Savary            | PS               | 7 763        | 22,82        | 11 285      | 37,92       |  |
|                | Jacques Leroy               | Divers droite    | 4 818        | 14,16        |             |             |  |
|                | Isabelle Tréhou             | Divers droite    | 3 386        | 9,95         |             |             |  |
|                | Myriam Gille                | FN               | 2 863        | 8,42         |             |             |  |
|                | Sylvie Paturey              | PCF              | 1 495        | 4,39         |             |             |  |
|                | Danièle Cornet              | Les Verts        | 914          | 2,69         |             |             |  |
|                | Charles Moscara             | Pôle républicain | 495          | 1,46         |             |             |  |
|                | Hervé Heurtebize            | LCR              | 360          | 1,06         |             |             |  |
|                | Agnès Clément               | MÉI              | 359          | 1,06         |             |             |  |
|                | Thierry Bouzard             | MNR              | 191          | 0,56         |             |             |  |
|                | Alain Stéphan               | LO               | 153          | 0,45         |             |             |  |
|                | Sylvie Meyer                | PT               | 136          | 0,4          |             |             |  |
|                | Sylvain Maresia             | GÉ               | 104          | 0,31         |             |             |  |
|                | Liliane Manoujian           | CPNT             | 89           | 0,26         |             |             |  |
|                | Madeleine Gorrand           | Divers gauche    | 68           | 0,2          |             |             |  |
|                |                             |                  |              |              |             |             |  |
| Inscrits       | Inscrits                    | Inscrits         | 50 590       | 100,00       | 50 590      | 100,00      |  |
| Abstentions    | Abstentions                 | Abstentions      | 16 076       | 31,78        | 19 644      | 38,83       |  |
| Votants        | Votants                     | Votants          | 34 514       | 68,22        | 30 946      | 61,17       |  |
| Blancs et nuls | Blancs et nuls              | Blancs et nuls   | 494          | 1,43         | 1 185       | 3,83        |  |
| Exprimés       | Exprimés                    | Exprimés         | 34 020       | 98,57        | 29 761      | 96,17       |  |

Le suppléant d'Henri Plagnol était Pierre-Louis Fagniez, conseiller général du canton de Créteil-Nord, chef du service de chirurgie digestive à l'Hôpital Henri-Mondor, professeur des universités. Pierre-Louis Fagniez remplaça Henri Plagnol, nommé membre du gouvernement, du 19 juillet 2002 au 19 juin 2007.

### Élections de 2007
| Candidat       | Candidat                    | Parti          | Premier tour | Premier tour | Second tour | Second tour |  |
| Candidat       | Candidat                    | Parti          | Voix         | %            | Voix        | %           |  |
| -------------- | --------------------------- | -------------- | ------------ | ------------ | ----------- | ----------- |  |
|                | Henri Plagnol sortant réélu | UMP            | 15 372       | 44,4         | 15 762      | 54,23       |  |
|                | Jean-Marie Cavada           | UDF–MoDem      | 7 711        | 22,27        | 13 305      | 45,77       |  |
|                | Akli Mellouli               | PS             | 5 477        | 15,82        |             |             |  |
|                | Patrick Douet               | PCF            | 2 267        | 6,55         |             |             |  |
|                | Stéphanie Fontanié          | FN             | 1 143        | 3,3          |             |             |  |
|                | Bruno Hélin                 | Les Verts      | 1 033        | 2,98         |             |             |  |
|                | Jacky Bru                   | LCR            | 576          | 1,66         |             |             |  |
|                | Éric Médioni                | LT-LNÉ         | 319          | 0,92         |             |             |  |
|                | Michèle Richet              | Divers         | 240          | 0,69         |             |             |  |
|                | Alain Stéphan               | LO             | 167          | 0,48         |             |             |  |
|                | Robert Dupont               | MNR            | 140          | 0,4          |             |             |  |
|                | Sylvain Bui                 | LO             | 111          | 0,32         |             |             |  |
|                | Jenny Beuve                 | S&P            | 63           | 0,18         |             |             |  |
|                | Louis Julian                | Divers         | 0            | 0            |             |             |  |
|                |                             |                |              |              |             |             |  |
| Inscrits       | Inscrits                    | Inscrits       | 54 868       | 100,00       | 54 868      | 100,00      |  |
| Abstentions    | Abstentions                 | Abstentions    | 19 822       | 36,13        | 23 780      | 43,34       |  |
| Votants        | Votants                     | Votants        | 35 046       | 63,87        | 31 088      | 56,66       |  |
| Blancs et nuls | Blancs et nuls              | Blancs et nuls | 427          | 1,22         | 2 021       | 6,5         |  |
| Exprimés       | Exprimés                    | Exprimés       | 34 619       | 98,78        | 29 067      | 93,5        |  |

### Élections législatives de 2012
| Candidat       | Candidat                    | Parti                   | Premier tour | Premier tour | Second tour | Second tour |
| Candidat       | Candidat                    | Parti                   | Voix         | %            | Voix        | %           |
| -------------- | --------------------------- | ----------------------- | ------------ | ------------ | ----------- | ----------- |
|                | Henri Plagnol sortant réélu | UMP                     | 18 137       | 37,70        | 25 800      | 56,96       |
|                | Akli Mellouli               | PS                      | 13 400       | 27,86        | 19 494      | 43,04       |
|                | Anne-Laure Maleyre          | FN                      | 4 510        | 9,38         |             |             |
|                | Micheline Gervelas          | FG (PCF)                | 4 022        | 8,36         |             |             |
|                | Pascale Luciani             | Divers droite (AC)      | 2 534        | 5,27         |             |             |
|                | Michel Gineste              | EÉLV                    | 2 132        | 4,43         |             |             |
|                | Marie-Anne Kraft            | MoDem                   | 1 667        | 3,47         |             |             |
|                | Bertrand Séné               | Divers écologiste (AÉI) | 457          | 0,95         |             |             |
|                | Kevin Cornet                | Divers (Pirate)         | 396          | 0,82         |             |             |
|                | Christian Lasnier           | Divers droite (DLR)     | 395          | 0,82         |             |             |
|                | Morgane Moalic              | Extrême gauche (NPA)    | 162          | 0,34         |             |             |
|                | Anne-Marie Bertrand         | Extrême gauche (POI)    | 146          | 0,30         |             |             |
|                | Alain Stéphan               | Extrême gauche (LO)     | 145          | 0,30         |             |             |
|                |                             |                         |              |              |             |             |
| Inscrits       | Inscrits                    | Inscrits                | 82 695       | 100,00       | 82 696      | 100,00      |
| Abstentions    | Abstentions                 | Abstentions             | 34 042       | 41,17        | 35 845      | 43,35       |
| Votants        | Votants                     | Votants                 | 48 653       | 58,83        | 46 851      | 56,65       |
| Blancs et nuls | Blancs et nuls              | Blancs et nuls          | 550          | 1,13         | 1 557       | 3,32        |
| Exprimés       | Exprimés                    | Exprimés                | 48 103       | 98,87        | 45 294      | 96,68       |

Cette élection a été annulée par le conseil constitutionnel le 18 octobre 2012, le candidat suppléant étant déjà suppléant au Sénat,.

### Élections législatives partielles de décembre 2012
À la suite de cette annulation, une législative partielle a eu lieu les 9 et 16 décembre 2012. Sylvain Berrios, dissident UMP, l'emporte face au député sortant Henri Plagnol, UDI soutenu par l'UMP.
| Candidat                          | Candidat              | Parti          | Premier tour | Premier tour | Second tour | Second tour |  |
| Candidat                          | Candidat              | Parti          | Voix         | %            | Voix        | %           |  |
| --------------------------------- | --------------------- | -------------- | ------------ | ------------ | ----------- | ----------- |  |
|                                   | Henri Plagnol sortant | UDI (UMP)      | 6 254        | 26,20        | 7 466       | 43,45       |  |
|                                   | Sylvain Berrios élu   | diss. UMP      | 5 583        | 23,39        | 9 717       | 56,55       |  |
|                                   | Akli Mellouli         | PS (EÉLV)      | 4 772        | 19,99        |             |             |  |
|                                   | Anne-Laure Maleyre    | FN             | 2 698        | 11,30        |             |             |  |
|                                   | Micheline Gervelas    | FG             | 2 097        | 8,79         |             |             |  |
|                                   | Pascale Luciani       | Divers droite  | 904          | 3,79         |             |             |  |
|                                   | Kevin Cornet          | Pirate         | 694          | 2,91         |             |             |  |
|                                   | Stéphane Guyot        | Sans étiquette | 539          | 2,26         |             |             |  |
|                                   | François de Grailly   | DLR            | 326          | 1,37         |             |             |  |
|                                   |                       |                |              |              |             |             |  |
| Inscrits                          | Inscrits              | Inscrits       | 82 492       | 100,00       | 82 492      | 100,00      |  |
| Abstentions                       | Abstentions           | Abstentions    | 58 241       | 70,6         | 63 337      | 76,78       |  |
| Votants                           | Votants               | Votants        | 24 251       | 29,4         | 19 155      | 23,22       |  |
| Blancs et nuls                    | Blancs et nuls        | Blancs et nuls | 384          | 1,58         | 1 972       | 10,29       |  |
| Exprimés                          | Exprimés              | Exprimés       | 23 867       | 98,42        | 17 183      | 89,71       |  |
| Source : Ministère de l'Intérieur |                       |                |              |              |             |             |  |

### Élections législatives de 2017
|                                                                              |                                                                           |                           |                           |                          |                          |
|                                                                              |                                                                           | Premier tour 11 juin 2017 | Premier tour 11 juin 2017 | Second tour 18 juin 2017 | Second tour 18 juin 2017 |
|                                                                              |                                                                           |                           |                           |                          |                          |
|                                                                              |                                                                           | Nombre                    | % des inscrits            | Nombre                   | % des inscrits           |
| Inscrits                                                                     | Inscrits                                                                  | 84 670                    | 100,00                    | 84 680                   | 100,00                   |
| Abstentions                                                                  | Abstentions                                                               | 40 945                    | 48,36                     | 48 564                   | 57,35                    |
| Votants                                                                      | Votants                                                                   | 43 725                    | 51,64                     | 36 116                   | 42,65                    |
|                                                                              |                                                                           |                           | % des votants             |                          | % des votants            |
| Bulletins blancs                                                             | Bulletins blancs                                                          | 473                       | 1,08                      | 2 581                    | 7,15                     |
| Bulletins nuls                                                               | Bulletins nuls                                                            | 163                       | 0,37                      | 916                      | 2,54                     |
| Suffrages exprimés                                                           | Suffrages exprimés                                                        | 43 089                    | 98,55                     | 32 619                   | 90,32                    |
|                                                                              |                                                                           |                           |                           |                          |                          |
| Candidat Étiquette politique (partis et alliances)                           | Candidat Étiquette politique (partis et alliances)                        | Voix                      | % des exprimés            | Voix                     | % des exprimés           |
|                                                                              |                                                                           |                           |                           |                          |                          |
|                                                                              | Frédéric Descrozaille La République en marche                             | 17 119                    | 39,73                     | 17 114                   | 52,47                    |
|                                                                              | André Kaspi Les Républicains (Union des démocrates et indépendants)       | 9 906                     | 22,99                     | 15 505                   | 47,53                    |
|                                                                              | Thierry N'Kaoua La France insoumise                                       | 3 857                     | 8,95                      |                          |                          |
|                                                                              | Thierry Devige Front national                                             | 2 865                     | 6,65                      |                          |                          |
|                                                                              | Denis Öztorun Parti communiste français                                   | 2 241                     | 5,20                      |                          |                          |
|                                                                              | Olivier Place Parti socialiste                                            | 2 225                     | 5,16                      |                          |                          |
|                                                                              | Catherine Monié Europe Écologie Les Verts                                 | 1 895                     | 4,40                      |                          |                          |
|                                                                              | Roméo de Amorim Divers droite (Les Républicains diss.)                    | 914                       | 2,12                      |                          |                          |
|                                                                              | Marie-Claire Tagnati Debout la France                                     | 573                       | 1,33                      |                          |                          |
|                                                                              | Clément Lesaege Divers (Parti pirate)                                     | 504                       | 1,17                      |                          |                          |
|                                                                              | Jean-Claude Pierron Divers (Union populaire républicaine)                 | 423                       | 0,98                      |                          |                          |
|                                                                              | Cécilia Zinger Divers (Parti du vote blanc)                               | 193                       | 0,45                      |                          |                          |
|                                                                              | Daniel Gendre Lutte ouvrière                                              | 162                       | 0,38                      |                          |                          |
|                                                                              | Jean-Claude Denis Extrême gauche (Parti ouvrier indépendant démocratique) | 124                       | 0,29                      |                          |                          |
|                                                                              | Amina Bouatlaoui Écologiste (Alliance écologiste indépendante)            | 88                        | 0,20                      |                          |                          |
| Source : Ministère de l'Intérieur - Première circonscription du Val-de-Marne |                                                                           |                           |                           |                          |                          |

### Élections législatives de 2022
|                                                    |                                                                                      |                           |                           |                          |                          |
|                                                    |                                                                                      | Premier tour 12 juin 2022 | Premier tour 12 juin 2022 | Second tour 19 juin 2022 | Second tour 19 juin 2022 |
|                                                    |                                                                                      |                           |                           |                          |                          |
|                                                    |                                                                                      | Nombre                    | % des inscrits            | Nombre                   | % des inscrits           |
| Inscrits                                           | Inscrits                                                                             | 85 131                    | 100                       | 85 157                   | 100                      |
| Abstentions                                        | Abstentions                                                                          | 41 659                    | 48,94                     | 42 112                   | 49,45                    |
| Votants                                            | Votants                                                                              | 43 472                    | 51,06                     | 43 045                   | 50,55                    |
|                                                    |                                                                                      |                           | % des votants             |                          | % des votants            |
| Bulletins blancs                                   | Bulletins blancs                                                                     | 498                       | 1,15                      | 1798                     | 4,18                     |
| Bulletins nuls                                     | Bulletins nuls                                                                       | 203                       | 0,47                      | 717                      | 1,67                     |
| Suffrages exprimés                                 | Suffrages exprimés                                                                   | 42 771                    | 98,39                     | 40 530                   | 94,16                    |
|                                                    |                                                                                      |                           |                           |                          |                          |
| Candidat Étiquette politique (partis et alliances) | Candidat Étiquette politique (partis et alliances)                                   | Voix                      | % des exprimés            | Voix                     | % des exprimés           |
|                                                    |                                                                                      |                           |                           |                          |                          |
|                                                    | Frédéric Descrozaille* Ensemble                                                      | 12 291                    | 28,74                     | 23 949                   | 59,09                    |
|                                                    | Thierry Guintrand Nouvelle Union populaire écologique et sociale La France insoumise | 11 908                    | 27,84                     | 16 581                   | 40,91                    |
|                                                    | Germain Roesch Les Républicains                                                      | 8 183                     | 19,13                     |                          |                          |
|                                                    | Laurent Jolly Rassemblement national                                                 | 3 835                     | 8,97                      |                          |                          |
|                                                    | Mirela Bratulescu Reconquête                                                         | 2 445                     | 5,72                      |                          |                          |
|                                                    | Amina Bouatlaoui Écologistes                                                         | 1 598                     | 3,74                      |                          |                          |
|                                                    | Pierre-Louis Lauzet Fédération de la gauche républicaine (en)                        | 1 302                     | 3,04                      |                          |                          |
|                                                    | Pierre Robin Parti animaliste                                                        | 787                       | 1,84                      |                          |                          |
|                                                    | Almash Patel Lutte ouvrière                                                          | 330                       | 0,77                      |                          |                          |
|                                                    | Géraldine Telle Sans étiquette                                                       | 92                        | 0,22                      |                          |                          |
|                                                    | Françoise Le Parc Parti communiste français diss.                                    | 0                         | 0,00                      |                          |                          |
| * Député sortant                                   |                                                                                      |                           |                           |                          |                          |

### Élections législatives de 2024
| Candidat                 | Candidat                 | Parti et coalition       | Nuance                   | Premier tour | Premier tour | Second tour | Second tour |
| Candidat                 | Candidat                 | Parti et coalition       | Nuance                   | Voix         | %            | Voix        | %           |
| ------------------------ | ------------------------ | ------------------------ | ------------------------ | ------------ | ------------ | ----------- | ----------- |
|                          | Lyes Louffok             | LFI (NFP)                | UG                       | 19 974       | 33,03        | 21 897      | 36,63       |
|                          | Sylvain Berrios          | LR                       | DVD                      | 16 916       | 27,97        | 29 142      | 48,75       |
|                          | Frédéric Descrozaille*   | RE (ENS)                 | ENS                      | 11 232       | 18,57        | Retrait     | Retrait     |
|                          | Anne-Gaëlle Sabourin     | RN                       | RN                       | 11 100       | 18,36        | 8 738       | 14,62       |
|                          | Ludovic Morel            | REC                      | REC                      | 682          | 1,13         |             |             |
|                          | Valérie de Pierrepont    | LO                       | EXG                      | 567          | 0,94         |             |             |
|                          | Hélène Cavat             | NPA-R                    | EXG                      | 0            | 0            |             |             |
|                          |                          |                          |                          |              |              |             |             |
| Votes valides            | Votes valides            | Votes valides            | Votes valides            | 60 471       | 98,47        | 59 777      | 98,55       |
| Votes blancs             | Votes blancs             | Votes blancs             | Votes blancs             | 665          | 1,08         | 622         | 1,03        |
| Votes nuls               | Votes nuls               | Votes nuls               | Votes nuls               | 276          | 0,45         | 258         | 0,43        |
| Total                    | Total                    | Total                    | Total                    | 61 412       | 100          | 60 657      | 100         |
| Abstention               | Abstention               | Abstention               | Abstention               | 24 528       | 28,54        | 25 315      | 29,45       |
| Inscrits / participation | Inscrits / participation | Inscrits / participation | Inscrits / participation | 85 940       | 71,46        | 85 972      | 70,55       |